# Lindsey Stirling: Brave Enough
Lindsey Stirling: Brave Enough è un film documentario del 2017 diretto da Dan Cutforth e Jane Lipsitz, che racconta un anno della vita della violinista americana Lindsey Stirling. Il film documenta la realizzazione del suo album Brave Enough e il tour mondiale associato. Distribuito esclusivamente su YouTube Premium, è uscito il 17 maggio 2017 e offre uno sguardo dietro le quinte della vita dell'artista, dalle sue esibizioni alle difficoltà personali e professionali affrontate.

## Trama
Il film documenta un anno cruciale nella vita di Lindsey Stirling, cominciando alla vigilia del suo 30º compleanno. La storia si concentra sulla creazione del suo terzo album in studio, Brave Enough, e sul tour mondiale omonimo. Oltre a includere esibizioni in prestigiosi luoghi come il Dolby Theatre di Los Angeles, il documentario offre un'intima visione dietro le quinte della vita personale e professionale dell'artista.
Uno dei temi centrali è il lutto per la perdita del caro amico e ex membro della band, Jason Gaviati, affettuosamente chiamato "Gavi", scomparso a causa di una malattia. Questo evento segna profondamente Stirling, e il documentario esplora come la sua musica e il tour siano stati un mezzo per elaborare il dolore.
Parallelamente, Lindsey affronta il peggioramento della salute del padre, colpito da un cancro. Il film mette in evidenza il legame speciale tra padre e figlia, mostrando come il supporto familiare l'abbia aiutata a superare questo difficile periodo.
Il documentario non si limita a documentare i successi professionali, ma approfondisce anche le battaglie personali di Stirling. L'artista parla apertamente delle sue insicurezze, inclusa la paura di non essere all'altezza, e del suo passato con i disturbi alimentari, in particolare l'anoressia, da cui è guarita. Il film trasmette un messaggio di speranza e resilienza, raccontando il percorso di guarigione e crescita personale dell'artista.
Inoltre, Brave Enough contiene filmati d'archivio che mostrano Lindsey Stirling da bambina, evidenziando il suo amore precoce per la musica e la danza, passioni che hanno plasmato la sua carriera. Il documentario offre una finestra sulla sua evoluzione come artista e come persona, capace di affrontare con coraggio le sfide della vita.

## Distribuzione
Il film è stato distribuito in esclusiva su YouTube attraverso il servizio a pagamento YouTube Premium. La pellicola è classificata come TV-PG, adatta a un pubblico familiare con la supervisione dei genitori.

## Accoglienza
La critica ha accolto positivamente Brave Enough, evidenziando l'efficacia con cui il documentario mette in luce il talento e il fascino di Lindsey Stirling. Barbara Shulgasser-Parker di Common Sense Media ha descritto il film come un'opera che riesce a rivelare la vivace e sincera violinista e danzatrice di musica elettronica dance mentre è in tournée e affronta la perdita e il dolore.
Inoltre, il sito Aviously ha assegnato al film un punteggio di 7.5/10, sottolineando come Lindsey condivida con il pubblico molto più di quanto ci si aspetterebbe, concludendo: «Il suo viaggio e la sua storia valgono la visione. Guardandolo, si percepiscono le emozioni che sono state riversate nell'album, qualcosa che di solito solo i membri della band conoscono e comprendono davvero.».